# طیبه (فجیره)
طیبه یک روستا در امارات متحده عربی است که در امارت فجیره واقع شده‌است.